# 挪威奧林匹克暨殘疾人奧林匹克委員會和體育同盟
挪威奧林匹克暨殘疾人奧林匹克委員會和體育同盟（挪威語：Norges idrettsforbund og olympiske og paralympiske komité, NIF），是挪威的國家奧林匹克委員會、國家帕拉林匹克委員會以及體育部門。該組織成立於1861年是國際奧林匹克委員會、歐洲奧林匹克委員會、國際傷殘奧林匹克委員會及歐洲傷殘奧林匹克委員會的成員。1900年，首次派員參加在法國巴黎舉行的夏季奧運會，而在1960年則首次派員參加在意大利羅馬舉辦的夏季殘奧運。
現時，挪威奧林匹克暨殘疾人奧林匹克委員會和體育同盟的總部設首都奧斯陸，主席是Berit Kjøll。

## 資料來源
1. ↑  .   [2014-06-20]. （原始内容存档于2008-07-29）.

## 外部連結
- 官方網站 （页面存档备份，存于）